# Der Untergang
 Der er for få eller ingen kildehenvisninger i denne artikel, hvilket er et problem. Du kan hjælpe ved at angive troværdige kilder til de påstande, som fremføres i artiklen.

Der Untergang er en tysk film, der havde premiere i 2004. Handlingen foregår i Adolf Hitlers førerbunker i Berlin og viser Det tredje riges sidste dage. Manuskriptet er skrevet af Bernd Eichinger, filmen er instrueret af Oliver Hirschbiegel og baseret på en bog af historikeren Joachim Fest om Hitlers sidste dage, dele af Albert Speers memoirer og erindringer fra Hitlers privatsekretær Traudl Junge.
Der Untergang kostede 13,5 millioner euro, hvilket gør den til den næstdyreste tyske film nogensinde efter Das Boot. En stor del af udendørsoptagelserne blev foretaget i St. Petersborg i Rusland, som med sine mange bygninger tegnet af tyske arkitekter skulle minde meget om 1940'ernes Berlin.
I Danmark blev filmen et stort hit og endte med at blive set i biografen af mere end 300.000 danskere. 

## Handling
Filmen handler om Det tredje riges undergang. Handlingen er samlet om 12 dage fra Hitlers fødselsdag den 20. april 1945, til Berlin kapitulerer til Den Røde Hær den 2. maj. Fortællingen følger to hovedlinjer. Den ene foregår nede i Førerbunkeren, set fra Hitlers privatsekretær Traudl Junges perspektiv. Samtidig er der i løbet af filmen også interviewstykker med hende fra en tidligere dokumentarfilm. Den anden linje i historien fortæller om situationen på gadeplan i Berlin, hvor forsvaret og civilisationen bryder sammen foran de sovjetiske styrker. Hovedpersonen her er SS-lægen Ernst Günther Schenck.
I filmen møder man Hitler i bunkeren sammen med familien Goebbels, Albert Speer, i perioder Heinrich Himmler, den personlige stab og vagtmandskabet. Beboerne har praktisk talt ingen direkte kontakt med omverdenen andet, end når sovjetisk artilleri får en træffer sat ind. Hitler nægter længe at indse realiteterne og sætter sin lid til, at generaler som Felix Steiner skal komme til undsætning. Forslag om kapitulation anses som forræderi, og Hitler udsender arrestordrer på Himmler og Hermann Göring. I krigens sidste dage tager de tyske myndigheder intet hensyn til civilbefolkningen, mens de højere officerer, der har mulighed for det, forlader Berlin, hvor 2,5 millioner civile var fanget mellem fremrykkende hære.  Efterhånden bliver det klart, at hjælpen ikke vil komme, og disciplinen i bunkeren går i opløsning. Hitler bestemmer sig for at tage sit eget liv og lade sig brænde for at undgå at falde i hænderne på fjenden. Først gifter han sig dog med sin elskerinde Eva Braun. Dagen efter begår de selvmord, og næste dag falder Berlin.
Hitler havde til sidst kun foragt tilbage overfor det tyske folk og kom med udtalelsen, som mange mener var det endelige svigt – "Hvis krigen er tabt, så angår det mig ikke, om folket går til grunde. Jeg vil ikke fælde en eneste tåre for dem, for de fortjener ikke bedre."

## Medvirkende
- Bruno Ganz som Adolf Hitler
- Alexandra Maria Lara som Traudl Junge
- Ulrich Matthes som Joseph Goebbels
- Corinna Harfouch som Magda Goebbels
- Juliane Köhler som Eva Braun
- Thomas Kretschmann som Hermann Fegelein
- Heino Ferch som Albert Speer
- Christian Berkel som Dr. Ernst Günther Schenck
- André Hennicke som Wilhelm Mohnke
- Götz Otto som Otto Günsche
- Ulrich Noethen som Heinrich Himmler
- Christian Redl som Alfred Jodl
- Rolf Kanies som Hans Krebs
- Michael Mendl som Helmuth Weidling
- Matthias Habich som Prof. Dr. Werner Haase
- Birgit Minichmayr som Gerda Christian
- Dietrich Hollinderbäumer som Robert Ritter von Greim
- Dieter Mann som Wilhelm Keitel
- Justus von Dohnányi som Wilhelm Burgdorf
- Gerald Alexander Held som Walther Hewel
- Thomas Thieme som Martin Bormann
- Thomas Limpinsel som Heinz Linge
- Hans H. Steinberg som Karl Koller
- Heinrich Schmieder som Rochus Misch
- Klaus B. Wolf som Alwin-Broder Albrecht
- Thorsten Krohn som Dr. Ludwig Stumpfegger
- Jürgen Tonkel som Erich Kempka
- Igor Romanov som Peter Högl
- Igor Bubenchikov som Franz Schädle
- Michael Brandner som Hans Fritzsche
- Christian Hoening som Ernst-Robert Grawitz
- Anna Thalbach som Hanna Reitsch
- Mathias Gnädinger som Hermann Göring

Denne liste er ufuldstændig; hjælp gerne med at udfylde den.

## Kritik
Der Untergang er en af de første tyske film, hvor Hitler har en rolle som historisk figur, og diskussionen herom gik allerede før premieren. Det, mange var bange for, var, at Hitler i en film om Hitler som person, isoleret fra sit terrorregime, skulle blive fremstillet på en måde, som gjorde, at folk enten ville føle sympati for ham, eller at han skulle blive fremstillet som en gal mand. De fleste er dog enige om, at det er lykkedes for filmskaberne at få vist et troværdigt balanceret billede af Hitler. Han bliver fremstillet som et menneske, men et menneske med få sympatiske træk. Af sympatiske træk kan nævnes, at han opfører sig ordentligt mod staben og behandler sin hund, Blondi, med stor omsorg og kærlighed.
Netop fordi Der Untergang er den første tyske film om Hitler, var den fulgt med stor interesse. Der har tidligere været lavet talløse film om Hitler og det tredje rige, men de har alle været lavet af sejrherrerne, typisk engelske eller amerikanske film. Disse film har ofte fokuseret på Hitler som en "madman", en kolerisk, hysterisk og lettere komisk figur, uden kontakt med virkeligheden. Specielt amerikanske film har haft en tendens til at fremstille Hitler som en karikatur. Den statslige USSR-filmindustri havde en anden indgangsvinkel til Hitler og hans regime. I deres film blev Hitler fremstillet som et uhyre, et monster, som var nærmest ikke-menneskeligt. Dette var af propagandahensyn. Ironisk nok anvendte USSR-filmene mange af de virkemidler, som det tredje rige anvendte i sine propagandafilm om jøderne. Det var bl.a. dæmonisering, ikke-dokumenterede grusomheder og en generel hadretorik.

## Betragtninger
Hvis man ser historisk på filmen, er Der Untergang en af de vigtigste film, som er lavet om Det tredje rige og Hitler.

### Historisk autenticitet
Filmen baserer sig på en række historiske kilder, og viser derfor forholdsvis præcist hvad der skete i de sidste dage før Berlins fald.

### Formelle fejl
Helga, Goebbels’ ældste datter, læser Die Geschichte von den vier Schweinchen und Brock dem Dachs op for sine søskende. Den tyske udgave af Alison Uttleys Tales of the Four Pigs and Brock the Badger (1939) udkom først i 1948.

### Kontinuerligt forløb
Filmen viser, hvad der skete både over og under jorden på samme tid. Hitlers bunker fungerede både som regeringsæde, kommandocentral og familiehus på samme tid. Derfor var der hele tiden en masse aktivitet af både personlig og krigsfaglig karakter. Bunkeren var ikke kun et skjulested for en bange fører, men et dynamisk sted, hvor der hele tiden blev arbejdet, og hvor både forsvaret af Berlin og ledelsen af de andre hærenheder (bl.a. hærene i Norge, Danmark, Grækenland og die Alpenfestung) blev planlagt og gennemført.
På den måde er filmen med til at give et øjebliksbillede af en vigtig periode.

### Den personlige Hitler
Som nævnt ovenfor, har billedet af Hitler været meget endimensionalt i stort set alle film om det tredje rige. Der Untergangs vigtigste pointe er at vise Hitler som menneske og ikke et uhyre.
I løbet af filmen fokuseres der meget på den menneskelige og mentale opløsning, han gennemgår. Fremfor at fremstille Hitler som et uhyre, der vælger at begå selvmord, viser filmen, hvordan et menneske gradvis går i opløsning under de konstante kampe, både under og over jorden. Ved at vise denne opløsning kommer Hitler til at fremstå som et menneske, hvilket reelt fjerner det dæmoniske – og også det overmenneskelige – fra personen.
Fra at være det tredje riges gudlignende skikkelse reduceres han til at være et menneske, der bukker under for presset, hvilket er filmens alt overskyggende pointe.
Set i forhold til hvad der er lavet af andre film om Hitler og Det tredje rige, er der ingen tvivl om, at Der Untergang på det autentiske og psykologiske plan er en af de vigtigste (måske dén vigtigste) film, der er lavet om Det tredje riges undergang.

## Ekstern henvisning
- Der Untergang på Internet Movie Database (engelsk)
- Der Untergang på Filmdatabasen
- Der Untergang på Scope
- Der Untergang i Svensk Filmdatabas (svensk)
- Der Untergang på AlloCiné (fransk)
- Der Untergang på MovieMeter (nederlandsk)
- Der Untergang på AllMovie (engelsk)
- Der Untergang på Turner Classic Movies (engelsk)
- Der Untergang på The Movie Database (engelsk)
- Der Untergang på Rotten Tomatoes (engelsk)

| Priser                | Priser                                            | Priser                       |
| --------------------- | ------------------------------------------------- | ---------------------------- |
| Foregående: Se på mig | Bodilprisen for bedste ikke-amerikanske film 2006 | Efterfølgende: De andres liv |